# 2014-es Formula–1 brit nagydíj
A brit nagydíj volt a 2014-es Formula–1 világbajnokság kilencedik futama, amelyet 2014. július 4. és július 6. között rendeztek meg az angliai Silverstone-ban, ami az 50. verseny volt ezen a versenypályán.

## Szabadedzések

### Első szabadedzés
A brit nagydíj első szabadedzését július 4-én, pénteken délelőtt tartották.
| helyezés | versenyző           | csapat/motor         | elért idő  | különbség | futott kör |
| -------- | ------------------- | -------------------- | ---------- | --------- | ---------- |
| 1        | Nico Rosberg        | Mercedes             | 1:35,424   | −         | 25         |
| 2        | Lewis Hamilton      | Mercedes             | 1:36,155   | +0,731    | 22         |
| 3        | Fernando Alonso     | Ferrari              | 1:36,263   | +0,839    | 23         |
| 4        | Daniel Ricciardo    | Red Bull-Renault     | 1:36,623   | +1,199    | 21         |
| 5        | Kimi Räikkönen      | Ferrari              | 1:36,703   | +1,279    | 23         |
| 6        | Sebastian Vettel    | Red Bull-Renault     | 1:36,921   | +1,497    | 20         |
| 7        | Jenson Button       | McLaren-Mercedes     | 1:36,963   | +1,539    | 25         |
| 8        | Danyiil Kvjat       | Toro Rosso-Renault   | 1:37,175   | +1,751    | 29         |
| 9        | Jean-Éric Vergne    | Toro Rosso-Renault   | 1:37,227   | +1,803    | 25         |
| 10       | Kevin Magnussen     | McLaren-Mercedes     | 1:37,231   | +1,807    | 30         |
| 11       | Sergio Pérez        | Force India-Mercedes | 1:37,720   | +2,296    | 22         |
| 12       | Romain Grosjean     | Lotus-Renault        | 1:37,910   | +2,486    | 21         |
| 13       | Esteban Gutiérrez   | Sauber-Ferrari       | 1:38,056   | +2,632    | 18         |
| 14       | Daniel Juncadella   | Force India-Mercedes | 1:38,083   | +2,659    | 23         |
| 15       | Giedo van der Garde | Sauber-Ferrari       | 1:38,328   | +2,904    | 19         |
| 16       | Jules Bianchi       | Marussia-Ferrari     | 1:38,917   | +3,493    | 12         |
| 17       | Felipe Massa        | Williams-Mercedes    | 1:39,461   | +4,037    | 7          |
| 18       | Max Chilton         | Marussia-Ferrari     | 1:39,814   | +4,390    | 24         |
| 19       | Marcus Ericsson     | Caterham-Renault     | 1:40,597   | +5,173    | 19         |
| 20       | Robin Frijns        | Caterham-Renault     | 1:42,261   | +6,837    | 11         |
| 21       | Susie Wolff         | Williams-Mercedes    | 1:44,212   | +8,788    | 4          |
| 22       | Pastor Maldonado    | Lotus-Renault        | idő nélkül |           | 2          |

### Második szabadedzés
A brit nagydíj második szabadedzését július 4-én, pénteken délután tartották.
| helyezés | versenyző         | csapat/motor         | elért idő | különbség | futott kör |
| -------- | ----------------- | -------------------- | --------- | --------- | ---------- |
| 1        | Lewis Hamilton    | Mercedes             | 1:34,508  | −         | 14         |
| 2        | Nico Rosberg      | Mercedes             | 1:34,736  | +0,228    | 35         |
| 3        | Fernando Alonso   | Ferrari              | 1:35,244  | +0,736    | 32         |
| 4        | Daniel Ricciardo  | Red Bull-Renault     | 1:35,511  | +1,003    | 11         |
| 5        | Sebastian Vettel  | Red Bull-Renault     | 1:35,627  | +1,119    | 27         |
| 6        | Valtteri Bottas   | Williams-Mercedes    | 1:36,016  | +1,508    | 33         |
| 7        | Jenson Button     | McLaren-Mercedes     | 1:36,228  | +1,720    | 34         |
| 8        | Kevin Magnussen   | McLaren-Mercedes     | 1:36,299  | +1,791    | 35         |
| 9        | Kimi Räikkönen    | Ferrari              | 1:36,554  | +2,046    | 29         |
| 10       | Jean-Éric Vergne  | Toro Rosso-Renault   | 1:36,583  | +2,075    | 26         |
| 11       | Felipe Massa      | Williams-Mercedes    | 1:36,671  | +2,163    | 29         |
| 12       | Danyiil Kvjat     | Toro Rosso-Renault   | 1:36,778  | +2,270    | 31         |
| 13       | Esteban Gutiérrez | Sauber-Ferrari       | 1:36,951  | +2,443    | 35         |
| 14       | Pastor Maldonado  | Lotus-Renault        | 1:37,064  | +2,556    | 35         |
| 15       | Romain Grosjean   | Lotus-Renault        | 1:37,097  | +2,589    | 33         |
| 16       | Sergio Pérez      | Force India-Mercedes | 1:37,236  | +2,728    | 37         |
| 17       | Nico Hülkenberg   | Force India-Mercedes | 1:37,449  | +2,941    | 27         |
| 18       | Adrian Sutil      | Sauber-Ferrari       | 1:37,520  | +3,012    | 25         |
| 19       | Jules Bianchi     | Marussia-Ferrari     | 1:38,658  | +4,150    | 11         |
| 20       | Kobajasi Kamui    | Caterham-Renault     | 1:39,068  | +4,560    | 31         |
| 21       | Max Chilton       | Marussia-Ferrari     | 1:39,224  | +4,716    | 28         |
| 22       | Marcus Ericsson   | Caterham-Renault     | 1:39,762  | +5,254    | 21         |

### Harmadik szabadedzés
A brit nagydíj harmadik szabadedzését július 5-én, szombaton délelőtt tartották.
| helyezés | versenyző         | csapat/motor         | elért idő  | különbség | futott kör |
| -------- | ----------------- | -------------------- | ---------- | --------- | ---------- |
| 1        | Sebastian Vettel  | Red Bull-Renault     | 1:52,522   | −         | 6          |
| 2        | Daniel Ricciardo  | Red Bull-Renault     | 1:52,631   | +0,109    | 6          |
| 3        | Pastor Maldonado  | Lotus-Renault        | 1:53,044   | +0,522    | 10         |
| 4        | Romain Grosjean   | Lotus-Renault        | 1:53,566   | +1,044    | 6          |
| 5        | Adrian Sutil      | Sauber-Ferrari       | 1:53,585   | +1,063    | 12         |
| 6        | Danyiil Kvjat     | Toro Rosso-Renault   | 1:53,654   | +1,132    | 15         |
| 7        | Kevin Magnussen   | McLaren-Mercedes     | 1:53,911   | +1,389    | 5          |
| 8        | Jenson Button     | McLaren-Mercedes     | 1:54,041   | +1,519    | 6          |
| 9        | Valtteri Bottas   | Williams-Mercedes    | 1:54,217   | +1,695    | 4          |
| 10       | Kimi Räikkönen    | Ferrari              | 1:54,558   | +2,036    | 5          |
| 11       | Jean-Éric Vergne  | Toro Rosso-Renault   | 1:54,602   | +2,080    | 6          |
| 12       | Esteban Gutiérrez | Sauber-Ferrari       | 1:54,761   | +2,239    | 13         |
| 13       | Felipe Massa      | Williams-Mercedes    | 1:55,003   | +2,481    | 4          |
| 14       | Nico Hülkenberg   | Force India-Mercedes | 1:55,688   | +3,166    | 6          |
| 15       | Sergio Pérez      | Force India-Mercedes | 1:56,918   | +4,396    | 7          |
| 16       | Marcus Ericsson   | Caterham-Renault     | 1:57,091   | +4,569    | 10         |
| 17       | Jules Bianchi     | Marussia-Ferrari     | 1:57,566   | +5,044    | 6          |
| 18       | Kobajasi Kamui    | Caterham-Renault     | 1:57,914   | +5,392    | 10         |
| 19       | Max Chilton       | Marussia-Ferrari     | idő nélkül |           | 1          |
| 20       | Fernando Alonso   | Ferrari              | idő nélkül |           | 4          |
| 21       | Nico Rosberg      | Mercedes             | idő nélkül |           | 4          |
| 22       | Lewis Hamilton    | Mercedes             | idő nélkül |           | 5          |

## Időmérő edzés
A brit nagydíj időmérő edzését július 5-én, szombaton futották.
| helyezés              | rajtszám | versenyző         | csapat/motor         | 1. rész  | 2. rész    | 3. rész  | rajthely | futott kör |
| --------------------- | -------- | ----------------- | -------------------- | -------- | ---------- | -------- | -------- | ---------- |
| 1                     | 6        | Nico Rosberg      | Mercedes             | 1:40,380 | 1:35,179   | 1:35,766 | 1        | 21         |
| 2                     | 1        | Sebastian Vettel  | Red Bull-Renault     | 1:45,086 | 1:36,410   | 1:37,386 | 2        | 19         |
| 3                     | 22       | Jenson Button     | McLaren-Mercedes     | 1:44,425 | 1:36,579   | 1:38,200 | 3        | 24         |
| 4                     | 27       | Nico Hülkenberg   | Force India-Mercedes | 1:41,271 | 1:37,112   | 1:38,329 | 4        | 19         |
| 5                     | 20       | Kevin Magnussen   | McLaren-Mercedes     | 1:42,507 | 1:37,370   | 1:38,417 | 5        | 23         |
| 6                     | 44       | Lewis Hamilton    | Mercedes             | 1:41,058 | 1:34,870   | 1:39,232 | 6        | 19         |
| 7                     | 11       | Sergio Pérez      | Force India-Mercedes | 1:42,146 | 1:37,350   | 1:40,457 | 7        | 20         |
| 8                     | 3        | Daniel Ricciardo  | Red Bull-Renault     | 1:44,710 | 1:38,166   | 1:40,606 | 8        | 18         |
| 9                     | 26       | Danyiil Kvjat     | Toro Rosso-Renault   | 1:41,032 | 1:36,813   | 1:40,707 | 9        | 21         |
| 10                    | 25       | Jean-Éric Vergne  | Toro Rosso-Renault   | 1:43,040 | 1:37,800   | 1:40,855 | 10       | 21         |
| 11                    | 8        | Romain Grosjean   | Lotus-Renault        | 1:43,121 | 1:38,496   |          | 11       | 17         |
| 12                    | 17       | Jules Bianchi     | Marussia-Ferrari     | 1:41,169 | 1:38,709   |          | 12       | 17         |
| 13                    | 4        | Max Chilton       | Marussia-Ferrari     | 1:42,082 | 1:39,800   |          | 17[1]    | 14         |
| 14                    | 21       | Esteban Gutiérrez | Sauber-Ferrari       | 1:43,285 | 1:40,912   |          | 19[2]    | 16         |
| 15                    | 99       | Adrian Sutil      | Sauber-Ferrari       | 1:42,603 | idő nélkül |          | 13       | 8          |
| 16                    | 77       | Valtteri Bottas   | Williams-Mercedes    | 1:45,318 |            |          | 14       | 5          |
| 17                    | 19       | Felipe Massa      | Williams-Mercedes    | 1:45,695 |            |          | 15       | 5          |
| 18                    | 14       | Fernando Alonso   | Ferrari              | 1:45,935 |            |          | 16       | 6          |
| 19                    | 7        | Kimi Räikkönen    | Ferrari              | 1:46,684 |            |          | 18       | 7          |
| kiz                   | 13       | Pastor Maldonado  | Lotus-Renault        | 1:43,892 | 1:44,018   |          | 20[3]    | 15         |
| 107%-os idő: 1:47,406 |          |                   |                      |          |            |          |          |            |
| 21                    | 9        | Marcus Ericsson   | Caterham-Renault     | 1:49,421 |            |          | 21[4]    | 7          |
| 22                    | 10       | Kobajasi Kamui    | Caterham-Renault     | 1:49,625 |            |          | 22[4]    | 8          |

Megjegyzés:
- ↑ 1:  — Max Chilton öt rajthelyes büntetést kapott váltócsere miatt.[2]
- ↑ 2:  — Esteban Gutiérrez tíz rajthelyes büntetést kapott, mert az előző nagydíjon veszélyesen engedték ki a bokszból.[2]
- ↑ 3:  — Pastor Maldonadót kizárták az időmérő edzésről, mert az autójában nem volt elegendő üzemanyag a mintavételezéshez.[2]
- ↑ 4:  — Marcus Ericsson és Kobajasi Kamui nem futottak a 107%-os határon belüli időt, de a sportfelügyelők engedélyével elindulhatnak a versenyen.[2]

## Futam
A brit nagydíj futama július 6-án, vasárnap rajtolt.
| helyezés | rajtszám | versenyző         | csapat/motor         | futott kör | idő/kiesés oka   | rajthely | pont |
| -------- | -------- | ----------------- | -------------------- | ---------- | ---------------- | -------- | ---- |
| 1        | 44       | Lewis Hamilton    | Mercedes             | 52         | 2:26:52,094      | 6        | 25   |
| 2        | 77       | Valtteri Bottas   | Williams-Mercedes    | 52         | +30,135          | 14       | 18   |
| 3        | 3        | Daniel Ricciardo  | Red Bull-Renault     | 52         | +46,495          | 8        | 15   |
| 4        | 22       | Jenson Button     | McLaren-Mercedes     | 52         | +47,390          | 3        | 12   |
| 5        | 1        | Sebastian Vettel  | Red Bull-Renault     | 52         | +53,864          | 2        | 10   |
| 6        | 14       | Fernando Alonso   | Ferrari              | 52         | +59,946          | 16       | 8    |
| 7        | 20       | Kevin Magnussen   | McLaren-Mercedes     | 52         | +1:02,563        | 5        | 6    |
| 8        | 27       | Nico Hülkenberg   | Force India-Mercedes | 52         | +1:28,692        | 4        | 4    |
| 9        | 26       | Danyiil Kvjat     | Toro Rosso-Renault   | 52         | +1:29,340        | 9        | 2    |
| 10       | 25       | Jean-Éric Vergne  | Toro Rosso-Renault   | 51         | +1 kör           | 10       | 1    |
| 11       | 11       | Sergio Pérez      | Force India-Mercedes | 51         | +1 kör           | 7        |      |
| 12       | 8        | Romain Grosjean   | Lotus-Renault        | 51         | +1 kör           | 11       |      |
| 13       | 99       | Adrian Sutil      | Sauber-Ferrari       | 51         | +1 kör           | 13       |      |
| 14       | 17       | Jules Bianchi     | Marussia-Ferrari     | 51         | +1 kör           | 12       |      |
| 15       | 10       | Kobajasi Kamui    | Caterham-Renault     | 50         | +2 kör           | 22       |      |
| 16       | 4        | Max Chilton       | Marussia-Ferrari     | 50         | +2 kör           | 17       |      |
| 17[1]    | 13       | Pastor Maldonado  | Lotus-Renault        | 49         | kipufogórendszer | 20       |      |
| ki       | 6        | Nico Rosberg      | Mercedes             | 28         | sebességváltó    | 1        |      |
| ki       | 9        | Marcus Ericsson   | Caterham-Renault     | 11         | felfüggesztés    | 21       |      |
| ki       | 21       | Esteban Gutiérrez | Sauber-Ferrari       | 9          | baleseti sérülés | 19       |      |
| ki       | 19       | Felipe Massa      | Williams-Mercedes    | 0          | baleseti sérülés | 15       |      |
| ki       | 7        | Kimi Räikkönen    | Ferrari              | 0          | baleset          | 18       |      |

↑ 1:  — Pastor Maldonado nem ért célba, de helyezését értékelték, mivel teljesítte a versenytáv több mint 90%-át.

## A világbajnokság állása a verseny után
| H   | Versenyzők       | Pont | H   | Konstruktőrök        | Pont |
| --- | ---------------- | ---- | --- | -------------------- | ---- |
| 1.  | Nico Rosberg     | 165  | 1.  | Mercedes             | 326  |
| 2.  | Lewis Hamilton   | 161  | 2.  | Red Bull-Renault     | 168  |
| 3.  | Daniel Ricciardo | 98   | 3.  | Ferrari              | 106  |
| 4.  | Fernando Alonso  | 87   | 4.  | Williams-Mercedes    | 103  |
| 5.  | Valtteri Bottas  | 73   | 5.  | Force India-Mercedes | 91   |
| 6.  | Sebastian Vettel | 70   | 6.  | McLaren-Mercedes     | 90   |
| 7.  | Nico Hülkenberg  | 63   | 7.  | Toro Rosso-Renault   | 15   |
| 8.  | Jenson Button    | 55   | 8.  | Lotus-Renault        | 8    |
| 9.  | Kevin Magnussen  | 35   | 9.  | Marussia-Ferrari     | 2    |
| 10. | Felipe Massa     | 30   | 10. | Sauber-Ferrari       | 0    |

(A teljes táblázat)

## Statisztikák
- Vezető helyen:
  - Nico Rosberg: 22 kör (1-18) és (25-28)
  - Lewis Hamilton: 30 kör (19-24) és (29-52)
- Lewis Hamilton 27. győzelme és 15. leggyorsabb köre.
- Nico Rosberg 8. pole-pozíciója.
- A Mercedes 21. győzelme.
- Lewis Hamilton 61., Valtteri Bottas 2., Daniel Ricciardo 4. dobogós helyezése.
- Felipe Massa 200. nagydíja.